# Golšifte Farahaníová
Golšifte Farahaníová (persky گلشیفته فراهانی, * 10. července 1983 Teherán) je íránská herečka, žijící od roku 2009 ve Francii. Jejím otcem je herec a režisér Behzád Farahaní, herečkou je také její starší sestra Šaghajegh Farahaníová.
Navštěvovala hudební školu, před kamerou debutovala ve čtrnácti letech a hned získala cenu pro nejlepší herečku na festivalu Fadžr. Hrála hlavní roli ve filmu Bahmána Ghobádího Půlměsíc, jehož promítání íránská cenzura zakázala. V roce 2008 se stala první íránskou herečkou od islámské revoluce, která se objevila v hollywoodském filmu, když ji Ridley Scott obsadil do Labyrintu lží. Spolupracovala také s režiséry jako Abbás Kiarostamí (Šírin), Roland Joffé (There Be Dragons), Marjane Satrapiová (Kuře na švestkách), Jim Jarmusch (Paterson) a Louis Garrel (Dva přátelé). Hrála hlavní roli ve filmu Evy Hussonové Bojovnice slunce (2018), popisujícího činnost Ženských obranných jednotek v oblasti Džabal Sindžár.
Je také uznávanou klavíristkou a spolupracovala s íránským zpěvákem Mohsínem Namdžúem. S francouzským divadlem Théâtre de la Tempête hrála titulní roli v dramatizaci Anny Kareninové.
V roce 2011 byla členkou poroty na Mezinárodním filmovém festivalu v Locarnu.
V roce 2012 pózovala nahá pro časopis Madame Le Figaro. Fotografie vyvolaly skandál a íránské úřady oznámily, že Farahaníová je v zemi persona non grata.